# Piton de la Petite Rivière Noire
Piton de la Petite Rivière Noire är en bergstopp i Mauritius.   Den ligger i distriktet Black River, i den sydvästra delen av landet, 28 km söder om huvudstaden Port Louis. Toppen på Piton de la Petite Rivière Noire är 827 meter över havet. Piton de la Petite Rivière Noire ligger på ön Mauritius.
Terrängen runt Piton de la Petite Rivière Noire är huvudsakligen kuperad, men västerut är den platt. En vik av havet är nära Piton de la Petite Rivière Noire västerut. Piton de la Petite Rivière Noire är den högsta punkten i trakten. Runt Piton de la Petite Rivière Noire är det ganska glesbefolkat, med 36 invånare per kvadratkilometer. Närmaste större samhälle är Vacoas, 13,7 km nordost om Piton de la Petite Rivière Noire. I omgivningarna runt Piton de la Petite Rivière Noire växer i huvudsak städsegrön lövskog.